# Placówka Straży Celnej „Wonna”

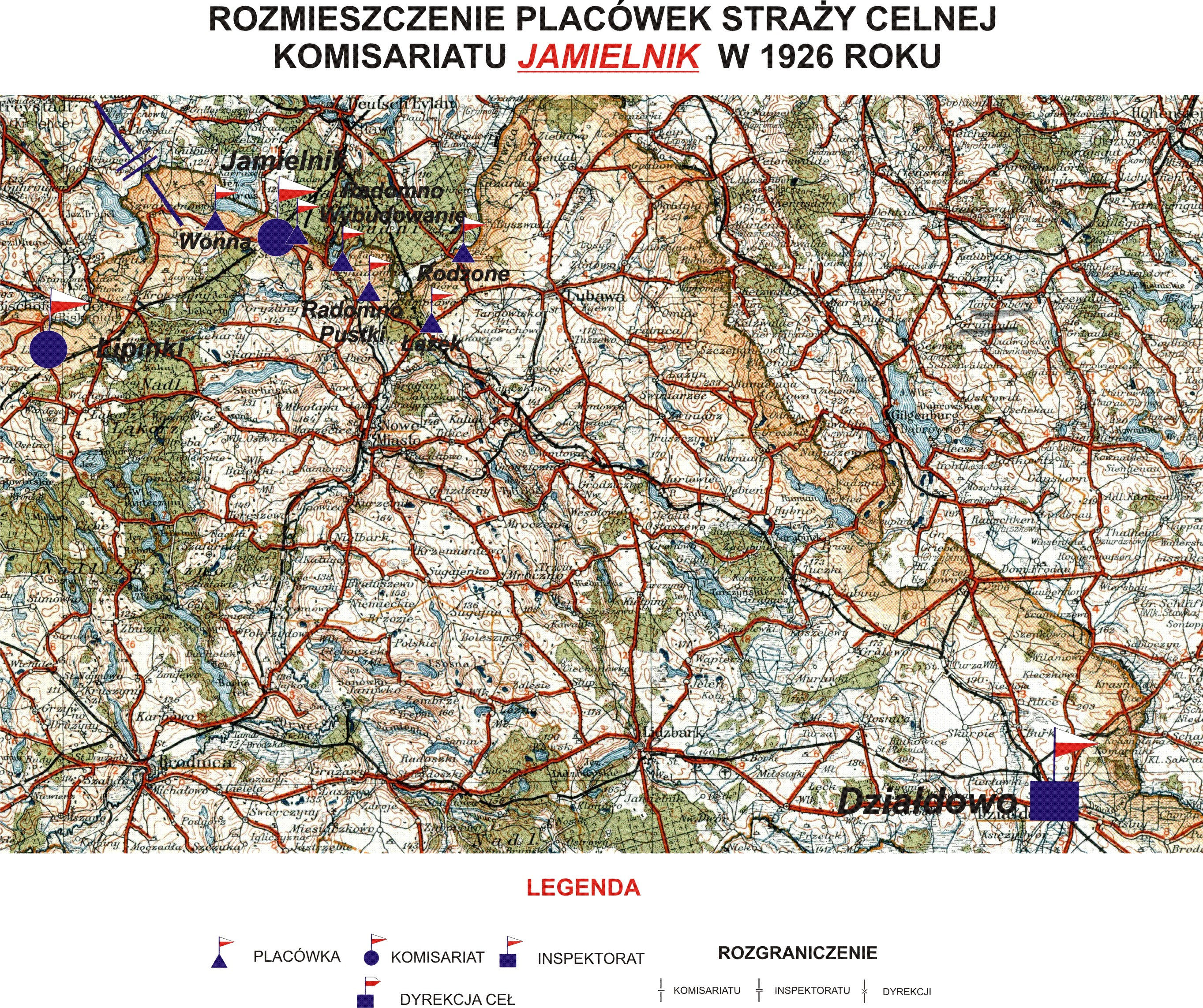
Rozmieszczenie placówek SC komisariatu "Jamielnik" w 1926 r.

Placówka Straży Celnej „Wonna” – jednostka organizacyjna Straży Celnej pełniąca w okresie międzywojennym służbę ochronną na granicy polsko-niemieckiej.

## Formowanie i zmiany organizacyjne
Na wniosek Ministerstwa Skarbu, uchwałą z 10 marca 1920 roku, powołano do życia Straż Celną. Jednostki Straży Celnej rozpoczęły przejmowanie odcinków granicy od pododdziałów Batalionów Celnych. W 1921 roku w Radomnie stacjonował sztab 1 kompanii 13 batalionu celnego. Kompania wystawiała między innymi placówkę w Wonnej. Proces tworzenia Straży Celnej trwał do końca 1922 roku. Placówka Straży Celnej „Wonna” weszła w podporządkowanie komisariatu Straży Celnej „Jamielnik” z Inspektoratu SC „Działdowo”.
W drugiej połowie 1927 roku przystąpiono do gruntownej reorganizacji Straży Celnej. W praktyce skutkowało to rozwiązaniem tej formacji granicznej. Ochronę północnej, zachodniej i południowej granicy państwa przejęła powołana z dniem 2 kwietnia 1928 roku Straż Graniczna. W strukturach nowo powstałej formacji nie odtworzono placówki „Łączki”.

## Służba graniczna
Sąsiednie placówki
- placówka Straży Celnej „Jamielnik” ⇔ placówka Straży Celnej „Szwarcenowo” – 1926[10]

## Funkcjonariusze placówki
Kierownicy placówki
| stopień    | imię i nazwisko, numer | okres pełnienia służby | kolejne stanowisko |
| ---------- | ---------------------- | ---------------------- | ------------------ |
| przodownik | Marceli Janicki (2515) | był w 1926             |                    |

Obsada personalna placówki w 1926:
- przodownik Marceli Janicki (2515)
- strażnik Wacław Ławoński (2538)
- strażnik Antoni Michalski (2987)
- strażnik Jan Waligórski (3243)
- strażnik Franciszek Żytlewski (477)